# Sam and Max : Sauvez le monde
Sam and Max : Saison 1 ou Sam and Max : Sauvez le monde (Sam and Max: Season One puis Sam and Max Save the World en version originale) est une série épisodique de jeux d'aventure en pointer-et-cliquer développée par Telltale Games qui est basée sur les personnages du comic américain Sam and Max créé par Steve Purcell. La version originale du premier épisode est sortie aux États-Unis par l'intermédiaire de Gametap le 17 octobre 2006. Le deuxième épisode a suivi le 21 décembre de la même année sur Gametap, puis le 5 janvier 2007 dans le monde entier. Les épisodes suivants sont sortis suivant une base mensuelle jusqu'au dernier épisode de la saison, qui est sorti le 10 mai 2007.
Comme pour la série de jeux basée sur la bande dessinée Bone de Telltale Games, les jeux ont été créés en collaboration avec le créateur des personnages. Chaque épisode a son propre scénario, mais il y a une intrigue globale tout au long de la saison, qui se termine dans l'épisode La Face éclairée de la Lune.
La première saison des jeux de Sam and Max était cofinancée par le service de distribution de jeux vidéo en ligne Gametap. Ainsi, chaque épisode était disponible via ce service 15 jours avant la sortie officielle sur le site officiel de Telltale Games, La compagnie Telltale Games a aussi exprimée son intérêt sur les consoles Xbox 360 et Wii,. Une version Wii a officiellement été annoncée le 4 avril 2008 et est sortie le 15 octobre en Amérique, puis le 28 novembre en Europe,.
Le 23 mai 2008, Telltale Games a exprimé son intérêt à porter la série sur les services de téléchargements en ligne Xbox Live Arcade et PlayStation Network. Le 17 juin 2009, le jeu est disponible via le Xbox Live Arcade sur Xbox 360.
Une version remasterisé développée par d’anciens membres de Telltales est sortie en décembre 2020.

## Genèse
Les épisodes reprennent les personnages de comics américains Sam and Max créé en 1987 par Steve Purcell. Sam and Max : Saison 1 peut être considérée comme la suite non officielle du jeu de LucasArts, Sam and Max Hit the Road.
À l'origine de ce jeu, il y avait un projet de LucasArts, Sam and Max: Freelance Police, annulé en 2004 et qui devait être la suite du jeu Sam and Max Hit the Road. C'est à la suite de l'annulation du projet qu'une partie de l'équipe responsable du jeu a quitté LucasArts pour fonder un petit studio de développement et d'édition : Telltale Games. En 2005, Lucasarts n'ayant plus les droits sur la licence de Steve Purcell, ce dernier a décidé de collaborer avec l'équipe de Telltale Games pour créer une série de jeux sous format épisodique sortant à date régulière, un peu à la manière d'une série télévisée.

## Univers et scénario

### Synopsis
Sam et Max, deux coéquipiers policiers freelance, enquêtent sur différents événements ayant un point commun : l'hypnose. Ainsi, ils vont devoir affronter au cours de leurs différentes missions des ex-enfants stars de la télévision, une animatrice de talk-show qui retient en otage son public, la mafia des jouets, plusieurs présidents des États-Unis, l'Internet et enfin le responsable de toutes cette machination en allant le rechercher sur la Lune...
Les divers épisodes sont remplis de références à la culture populaire américaine et parodient de nombreux aspects de celle-ci.

### Personnages récurrents
- Sam est le personnage dirigé par le joueur. C'est un chien anthropomorphe, habillé comme un détective privé. Il ne quitte jamais son chapeau et porte sur lui un revolver surdimensionné. Sous son apparence calme et posé, il est quand même souvent d'accord avec Max pour recourir à la violence quand elle lui semble nécessaire.

- Max est un lapin tout blanc qui, malgré son apparence mignonne, est victime de nombreux désordres psychiatriques. Max a notamment une solution simple à tous les problèmes : la violence.

- Bosco tient le magasin se trouvant au bout de la rue où se trouve le bureau de Sam et Max. Bosco souffre de paranoïa et est persuadé que bon nombre de personnes lui veut du mal, ce qui l'amène à protéger son magasin ou à se déguiser régulièrement (tout en omettant de retirer son badge « Bosco » sur son pull). Il vend dans son magasin à des tarifs plus que prohibitifs sa collection d'objet « BoscoTech » à Sam et Max, ses uniques clients, pour les épauler dans leurs missions.

- Sybil Pandemik tient le magasin de l'autre côté de la rue où se trouve le bureau de Sam et Max. Elle est incapable de garder un métier stable et en change d'ailleurs à chaque épisode. Elle est pourtant à chaque fois persuadée que celui du moment sera son dernier.

- Jimmy « Deux-Dents » (Jimmy « Two-Teeth » en version originale) est un rat receleur qui vit dans un trou de souris chez Sam et Max, qu'il ne supporte pas.

- La Bande à Bubulle (The Soda Poppers en version originale) est un groupe d'anciens enfants-stars d'une série télévisée des années 1970. Ils sont trois frères : Whizzer, Peepers, et Specs. Sam ne les aime pas, et Max est membre de leur fan-club.

### Épisodes
| # | Titre français                    | Titre original                      | Date de sortie sur GameTap | Date de sortie internationale | Synopsis |
| - | --------------------------------- | ----------------------------------- | -------------------------- | ----------------------------- | --- |
| 1 | Choc culturel                     | Culture Shock                       | 17 octobre 2006            | 1er novembre 2006             | Un groupe d'ex-enfants stars qui ne sont plus connus commencent à commettre des délits dans le voisinage de Sam et Max. |
| 2 | Situation : Comédie               | Situation: Comedy                   | 20 décembre 2006           | 5 janvier 2007                | Myra Stump, une animatrice à la télévision, a pris son public en otage. Sam et Max sont appelés pour régler la situation. |
| 3 | La Taupe, la mafia et le nounours | The Mole, the Mob, and the Meatball | 25 janvier 2007            | 8 février 2007                | Le commissaire observe une opération clandestine au casino de Don Ted E. Bear, mais la taupe qu'il a envoyée est soudainement devenue silencieuse. Pour trouver cette taupe, Sam et Max doivent infiltrer l'opération et devenir des membres de la mafia eux-mêmes. |
| 4 | Abraham Lincoln doit mourir       | Abe Lincoln Must Die!               | 22 février 2007            | 9 mars 2007                   | Sam et Max doivent enquêter sur le président des États-Unis, qui a fait passer des mandats idiots dernièrement. Ils doivent donc non seulement l'enlever, mais ils doivent aussi lui trouver un remplaçant.                                                         |
| 5 | Reality 2.0                       | Reality 2.0                         | 29 mars 2007               | 12 avril 2007                 | Des gens sont hypnotisés par la fureur d'Internet, ce qui cause le détraquement des systèmes dans le monde entier. Sam et Max doivent donc trouver un moyen d'entrer dans le monde virtuel pour trouver le cœur de l'Internet et arrêter ses plans diaboliques.     |
| 6 | La Face éclairée de la Lune       | Bright Side of the Moon             | 26 avril 2007              | 10 mai 2007                   | Sam et Max doivent se rendre sur la lune afin de sauver le monde entier de l'esclavage par hypnose. |

## Système de jeu
Le jeu, entièrement en 3D, reste un jeu en pointer-et-cliquer à la souris. Il s'inscrit avec Les Chevaliers de Baphomet : Les gardiens du temple de Salomon et Runaway: A Road Adventure par exemple dans un retour au style des premiers jeux d'aventure de LucasArts. Des phases de mini-jeux se jouant également à la souris varient le gameplay.
Les actions à mener se font par un simple clic gauche. Il n'y a pas de fonction « parler », « prendre » ou « utiliser ». L'action la plus logique est réalisée : Si on clique sur une personne, Sam lui parle. Si on clique sur un objet, on obtient sa description et Sam le prend s'il est utile.
L'inventaire est représenté par une boîte en carton, comme dans Sam and Max Hit the Road. Il n'est cependant pas possible de combiner des objets de l'inventaire entre eux, mais uniquement avec les éléments du décor.

## Bande-son

### Musique
Sam and Max Season One Soundtrack est la bande originale du jeu vidéo Sam and Max : Sauvez le monde. Elle a été composée par Jared Emerson-Johnson (de Bay Area Sound). Elle est constituée de deux disques. La pochette du double album a été dessinée par Steve Purcell.

#### Pistes

##### Disque un
1. Opening Credits
2. The New Case
3. The Office
4. Fuzzy White Butterfingers
5. City Streets
6. Bosco's
7. Eye-Bo Unveiled
8. Sybil's
9. Behind The Poppers
10. I Can See You
11. Cruisin'
12. More Than Jerks
13. The Black Hole
14. Master Plans
15. Attack The Dog
16. Attack Me
17. High Noon Hostage Crisis
18. Skinbodies Rule The Streets
19. Quiet On The Set
20. Mad Dog
21. Midtown Cowboys
22. Cooking Without Looking
23. Who's Never Going To Be A Milionaire
24. Time Out For Number Two
25. Myra!
26. Electrotalk Therapy
27. Cirque De Molé
28. Ted E. Bear's Mafia-Free Playland And Casino
29. Just You And Me (And Ted E. Bear)
30. Bear Arms
31. One Armed Bandit
32. Whack Da Ratz
33. Don Ted E. Bear Waltz
34. Tacit Approval
35. Ketchyp Deception
36. New Recruits
37. Initiation Confrontation
38. Behind The Door
39. Cogs In Motion
40. Death Of A Lagomorph
41. Critical Mass

##### Disque deux
1. Wrong Number
2. Lincoln vs. Max
3. Consecutive Office
4. Rise Of The Emancipator
5. Regime Change
6. "The Inconvenience"
7. Monumental Scandal
8. Inagural Distress
9. Sore Loser
10. Rushmore, Lush, War
11. Good For You (Good For Me)
12. The War Room
13. Pounding Fathers
14. Computer Crisis
15. Useful To Boot
16. Sybil's 2.0
17. City Streets 2.0
18. Bosco's 2.0
19. Lefty's 2.0
20. Jimmy 2.0
21. The Office 2.0
22. Combat Begin!!
23. Cruisin' 2.0
24. Cookin' The Books
25. 404
26. Item Get
27. Roy G. Biv
28. Moonscape
29. Prismatology Retreat
30. Hugh's Inner Sanctum
31. World Of Max
32. Good For You (Good For Me), reprise instrumentale

### Versions
Pour sa distribution dans le commerce en Europe, le jeu a été doublé en allemand et français et sous-titré en espagnol et italien. Dans la version française, Jean-Claude Donda reprend son rôle de doubleur de Sam et de Max, qu'il tenait déjà en 1993 dans le jeu original Sam and Max Hit the Road. Le doublage français propose de nouvelles références adaptées à la culture francophone en général et perd par ailleurs quelques jeux de mots en anglais. Il y a parfois des lacunes dans le doublage avec quelques répliques maintenues en anglais ou des problèmes de synchronisation et de différences entre les sous-titres et les dialogues.

## Distribution

### Mode
La distribution des épisodes s'est faite en deux temps. Dans un premier temps, par le biais d'une vente en ligne sur GameTap, Steam et le site du développeur Telltale Games, où les épisodes peuvent être achetés à l'unité ou la saison complète. 
Dans un second temps, la saison complète a été distribuée dans le commerce distribuée par The Adventure Company/Dreamcatcher Games en Amérique du Nord et JoWood Productions en Europe (Dreamcatcher étant une filiale de JoWood) sous la forme d'un DVD-ROM.
Depuis début novembre 2007, le quatrième épisode (Abraham Lincoln doit mourir) est disponible gratuitement sur le site de l'éditeur Telltale Games.
Le 4 avril 2008, Telltale Games a annoncé qu'une version Wii du jeu sera lancé à l'automne 2008, toujours distribué par The Adventure Company/Dreamcatcher Games en Amérique du Nord et JoWood Productions en Europe.

### Publicité
Dans le contexte du quatrième épisode, Telltale Games a lancé le site maxforpresident.org. Ce site parodie les sites de candidats américains à la présidentielle : système de donation, sondages, vidéos promotionnelles...

### Produits dérivés
Le format épisodique nécessitant une plate-forme de diffusion Internet, Telltale Games utilise également celle-ci pour diffuser des produits Sam and Max comme les comics à l'origine des personnages par exemple. Ils vendent également des produits dérivés : tee-shirts, bandes originales, affiches...
Ils diffusent également sur le modèle des « souvenirs de mission », six objets se rapportant chacun à une des missions :
- Épisode 1 ~ Une paire de lunettes hypnotiques
- Épisode 2 ~ Le numéro de l'Alien Love Triangle Times avec Sam et Max en couverture
- Épisode 3 ~ Le magnet d'ours gagné par Sam et Max au mini-jeu de tir
- Épisode 4 ~ Un badge Max for president
- Épisode 5 ~ L'arme biologique BoscoTech
- Épisode 6 ~ Une carte postale de la Lune